# Żywiec (stacja kolejowa)
Żywiec – stacja kolejowa w Żywcu, w województwie śląskim, w Polsce, posiadająca  według klasyfikacji PKP kategorię dworca aglomeracyjnego.
Dworzec położony jest w dzielnicy Zabłocie, przy ul. Dworcowej. Na placu przed dworcem znajduje się parking i postój taksówek, a na pobliskim przystanku zatrzymują się autobusy osiemnastu linii komunikacji miejskiej. Połączony jest kładką nadziemną z Aleją Armii Krajowej oraz przejściem podziemnym z dworcem autobusowym. W budynku dworca działa placówka pocztowa (filia Urzędu Pocztowego Żywiec 1).

## Ruch pasażerski
| Rok  | Wymiana pasażerska na dobę |
| ---- | -------------------------- |
| 2017 | 700-999                    |
| 2022 | 2 000-3 000                |

## Perony
| Nr peronu | Długość (m) | Nr toru | Wysokość(mm) |
| --------- | ----------- | ------- | ------------ |
| 1         | 227         | 8       | 300          |
| 2         | 255         | 2,6     | 300          |
| 3         | 255         | 1,5     | 300          |

## Historia

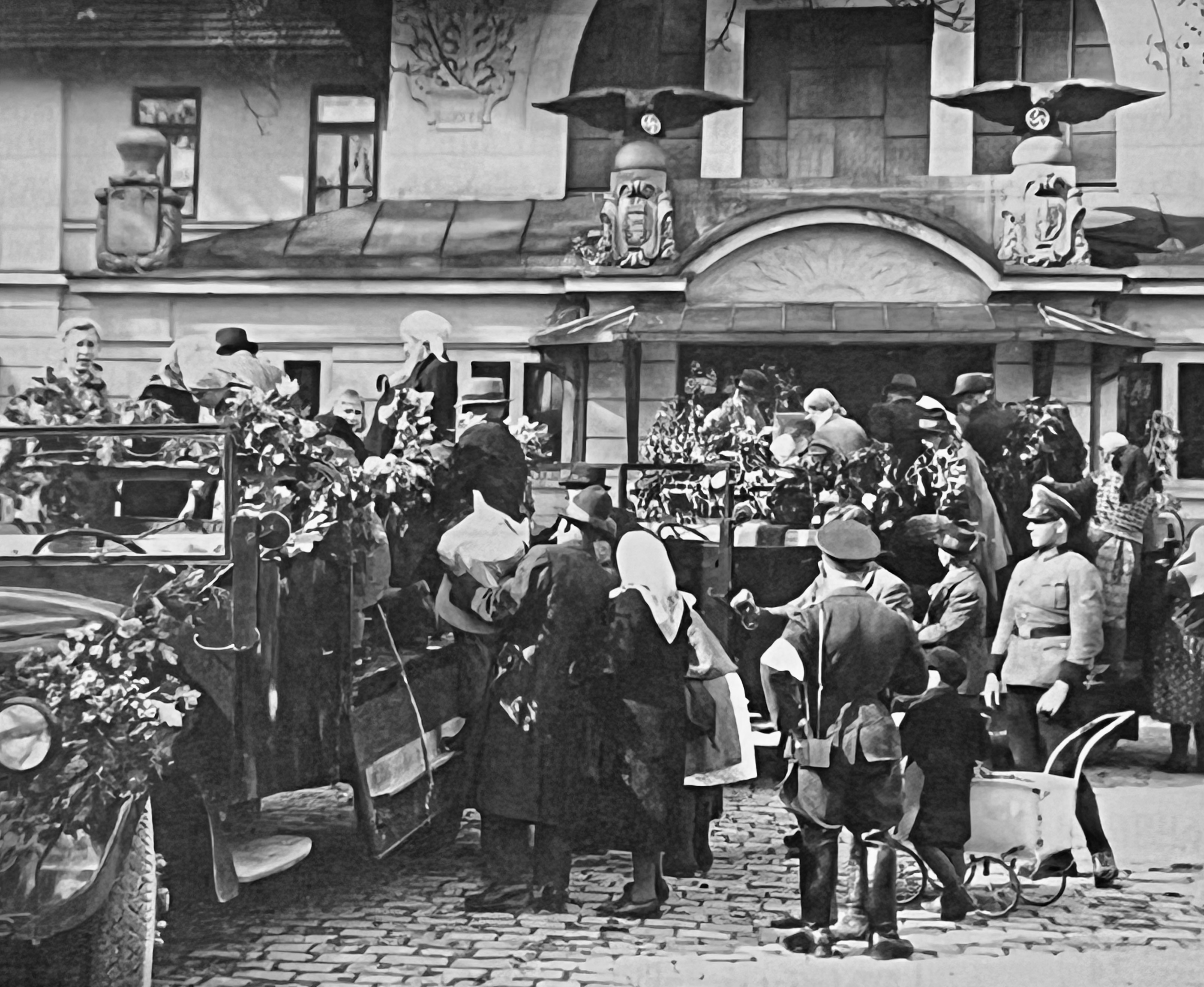
Widok fragmentu elewacji frontowej dworca w 1940

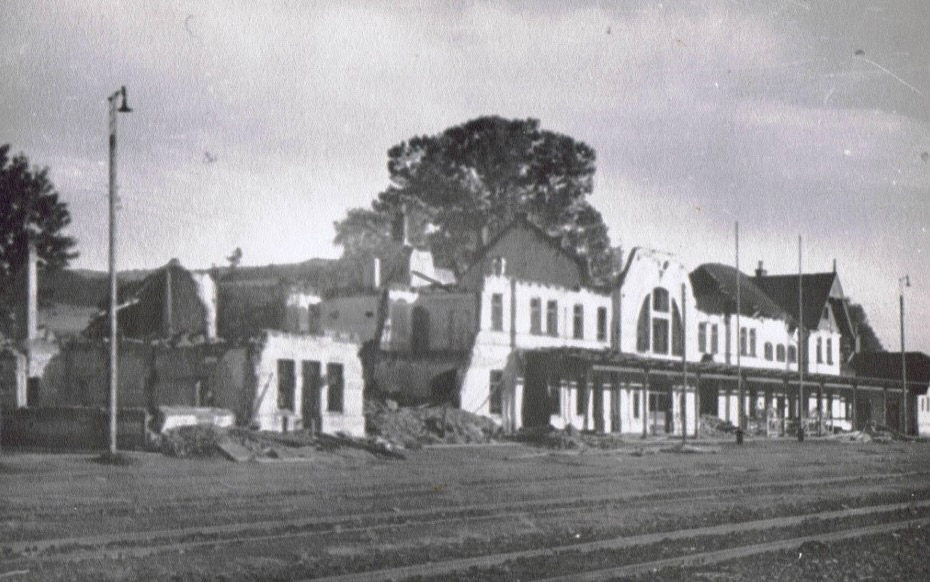
Spalony budynek dworca w 1945

Dworzec kolejowy w Żywcu planowano początkowo wybudować na terenie zwanym Łąg, gdzie współcześnie położona jest zajezdnia Miejskiego Zakładu Komunikacyjnego. Władze miasta nie wyraziły jednak na to zgody, obawiając się zagrożenia pożarem, z uwagi na zlokalizowane w pobliżu drewniane stodoły mieszkańców Rudzy. W związku z tym stanowiskiem, dworzec kolejowy został wybudowany w Zabłociu, w odległości około dwóch kilometrów od żywieckiego Rynku. Pierwszy budynek dworcowy powstał w 1878, co związane było z uruchomieniem połączenia Bielsko-Żywiec (otwarcie jednotorowej linii o długości 20,8 km nastąpiło 18 sierpnia 1878). Ulokowanie dworca w Zabłociu spowodowało rozkwit tej miejscowości, rozwój handlu, rzemiosła i przemysłu, szczególnie w pobliżu ulicy Kolejowej, łączącej dworzec z Żywcem i licznie zamieszkałej przez mniejszość żydowską. W celu ułatwienia dojazdu ze stacji do miasta, planowano powstanie linii tramwajowej.
W 1884 otwarta została Galicyjska Kolej Transwersalna na odcinku łączącym żywiecką stację z Suchą Beskidzką oraz Zwardoniem, co umożliwiło dojazd do Krakowa oraz Wiednia. Żywiec stał się jednym z głównych dworców kolejowych na tej linii, stanowiąc stację węzłową wyposażoną w wieżę ciśnień, parowozownię oraz infrastrukturę do uzupełniania wody w lokomotywach.
Budynek dworca stanowił długi, jednopiętrowy obiekt, charakteryzujący się typową architekturą powstających wówczas na terenie Austro-Węgier dworców kolejowych. W podobnym stylu powstał położony prostopadle do niego budynek mieszczący współcześnie przychodnię kolejową. Dworzec został w późniejszym okresie przebudowany przez Roberta Fussgangera, kiedy to nadano mu styl podhalański. Został on wyposażony w nowe, wysokie dachy z naczółkami i drewnianymi szczotkami. Otwarto wówczas także nową halę odpraw pasażerów, w której umieszczono obszerne łukowe okna i przykryto ją drewnianym stropem. Wokół okien na zewnętrznej ścianie hali dworca znajdowały się wielkie donice, w których nasadzone zostały krzewy i kwiaty. Nad głównym wejściem umieszczono wykonane z kamienia rzeźby sokołów z rozpiętymi lekko skrzydłami. Od strony torów budynek posiadał zadaszenie, które utrzymywały żeliwne kolumny. Wokół każdej z nich na wysokości powyżej 2 metrów znajdowały się kosze z rosnącą tam szałwią. Zasadzona została również winorośl.
Podczas okupacji niemieckiej w trakcie II wojny światowej figury sokołów zostały wyposażone w blaszane swastyki na łańcuszkach, które zwisały z ich dziobów.
Budynek dworca został zniszczony przez wycofujące się wojska niemieckie w 1945. Z inspiracji Powiatowej Rady Narodowej w mieście powstał następnie Komitet Odbudowy Dworca Kolejowego w Żywcu, którego przewodniczącym został Stefan Ścieszka. Roboty budowlane zainaugurowano w 1947, a część prac została zakończona już w listopadzie 1947. Dworzec został odbudowany zgodnie z wcześniejszym wyglądem z projektu Fussgangera i otwarty ponownie 3 czerwca 1949, jednak pozbawiono go zadaszenia peronu. Została również rozebrana lokomotywownia i warsztaty.
Linia kolejowa do Bielska-Białej została zelektryfikowana w 1970, do Zwardonia w 1986, a kierunku Suchej Beskidzkiej (niezelektryfikowany wcześniej odcinek Żywiec-Lachowice) – w 1989.
W 1975 wybudowana została kładka dla pieszych łącząca plac dworcowy z peronami oraz ulicą Armii Krajowej, a w 1980 otwarto przejście podziemne pomiędzy placem przed dworcem kolejowym a dworcem PKS.
Do 1995 w budynku dworca działalność prowadziła restauracja Dworcowa, do której prowadziły wejścia od strony peronów oraz placu.
9 marca 2001 na terenie stacji została otwarta najnowocześniejsza wówczas na obszarze kraju nastawnia.
W 2010 roku na linii do Suchej Beskidzkiej kursowanie pociągów osobowych zostało zawieszone, a ruch prowadzono zastępczą komunikacją autobusową. Jedynym kursującym pociągiem od maja 2011 r. był sezonowy interREGIO Giewont relacji Częstochowa-Zakopane. Od wejścia w życie nowego rozkładu jazdy w dniu 11 grudnia 2011 r. komunikacja zastępcza została zlikwidowana. Z dniem 9 stycznia 2015 r. wznowiono pilotażowo kursowanie pociągów regio relacji Sucha Beskidzka-Żywiec. W późniejszym czasie ruch na linii rozpoczęły prowadzić również pociągi Kolei Śląskich.
W 2016 budynek dworca został wyremontowany, odnowiona została elewacja, okna oraz dach. Odświeżone zostały także perony i zamontowano nowy system informacji pasażerskiej.